# 戈蘭·西維加諾維奇
戈蘭·西維加諾維奇（1986年9月9日—）是一位斯洛文尼亞足球運動員。在場上的位置是中場。他現在效力於克羅地亞足球超級聯賽球隊里耶卡足球俱樂部。他也代表斯洛文尼亞國家足球隊參賽。